# DAF 400
DAF 200/400 – samochód dostawczy produkowany w latach 1974–1996 kolejno przez brytyjskie przedsiębiorstwa British Leyland, Rover Group, Leyland DAF oraz LDV w kilku generacjach i odmianach pod wieloma nazwami. Pojazdy sprzedawane były pod markami Leyland, Morris, Freight Rover, Leyland DAF oraz LDV.

## Historia i opis pojazdu
Historia samochodu rozpoczęła się w 1974 roku, kiedy to British Leyland rozpoczęło produkcję pojazdu dostawczego pod nazwą Leyland Sherpa (od 1978 roku – Morris Sherpa). W 1982 roku przeprowadzono lifting samochodu i wprowadzono markę Freight Rover. W 1984 roku przeprowadzono kolejną modernizację pojazdu, która polegała na zastosowaniu m.in. nowych zderzaków i reflektorów. Zmieniono też oznaczenie modelu z Sherpa na serii 200 i 300 dla wersji o ładowności do 3,5 tony. W 1989 roku produkcję pojazdów przejęło przedsiębiorstwo Leyland DAF, które przeprowadziło kolejny lifting pojazdu, który tym razem polegał na zastosowaniu m.in. nowej atrapy, również oznaczenie serii 300 zmieniono na 400. Samochody na rynku występowały głównie pod marką DAF. Po bankructwie Leyland DAF w 1993 roku utworzono spółkę LDV, a produkcję pojazdów kontynuowano pod nazwą odpowiednio LDV 200 i LDV 400. W 1996 roku zakończono produkcję pojazdów, a następcą został LDV Pilot dla wersji 200 i LDV Convoy dla wersji 400.
Od marca 1995 do 1996 roku LDV 400 montowano w systemie SKD w Polsce w Wytwórni Silników Wysokoprężnych Andoria w Andrychowie. Stosowano m.in. silnik 4C90 z Andorii.
Samochody te produkowane również były w Turcji przez przedsiębiorstwo BMC pod nazwą BMC Levend.

## Galeria

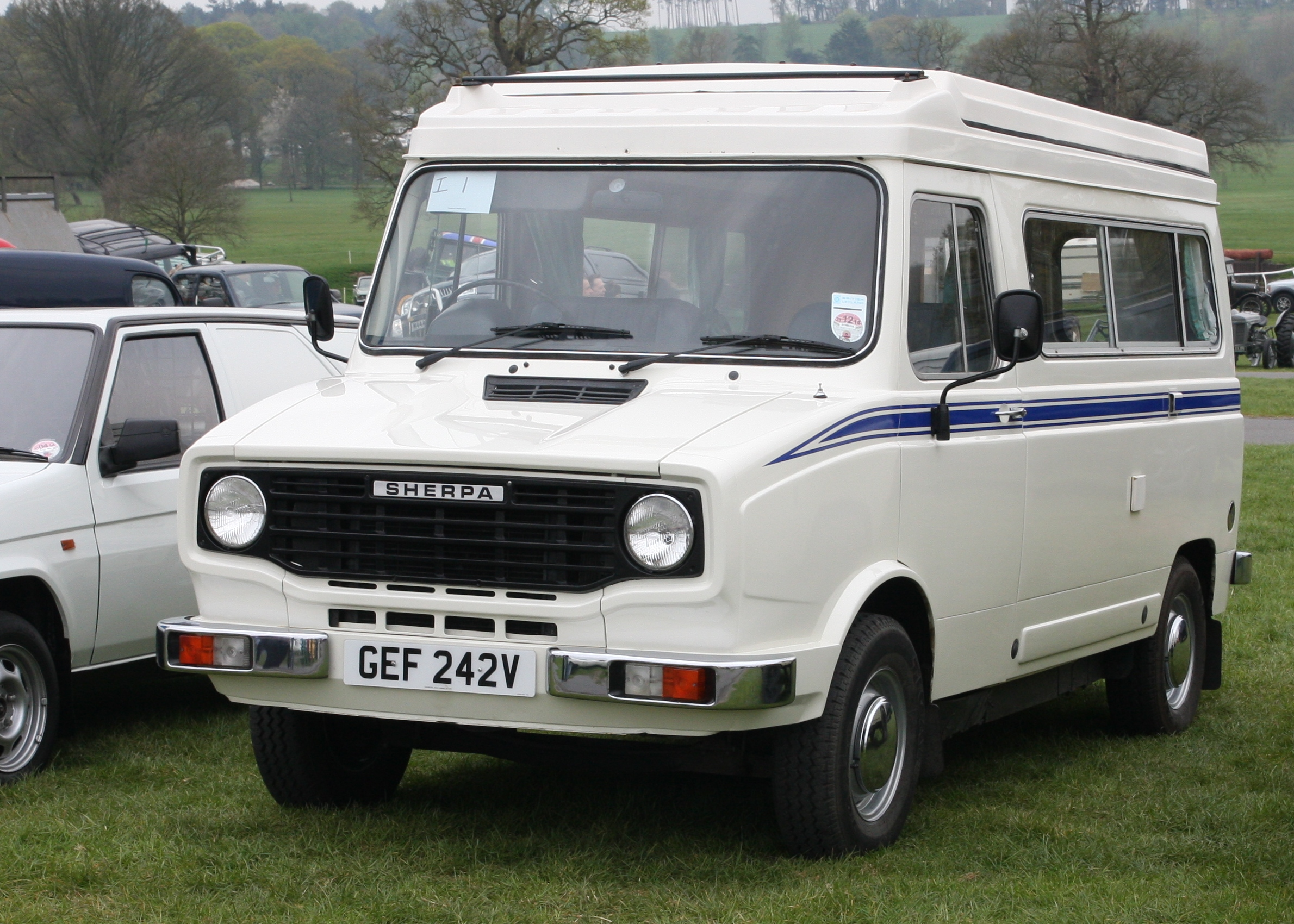
Leyland Sherpa
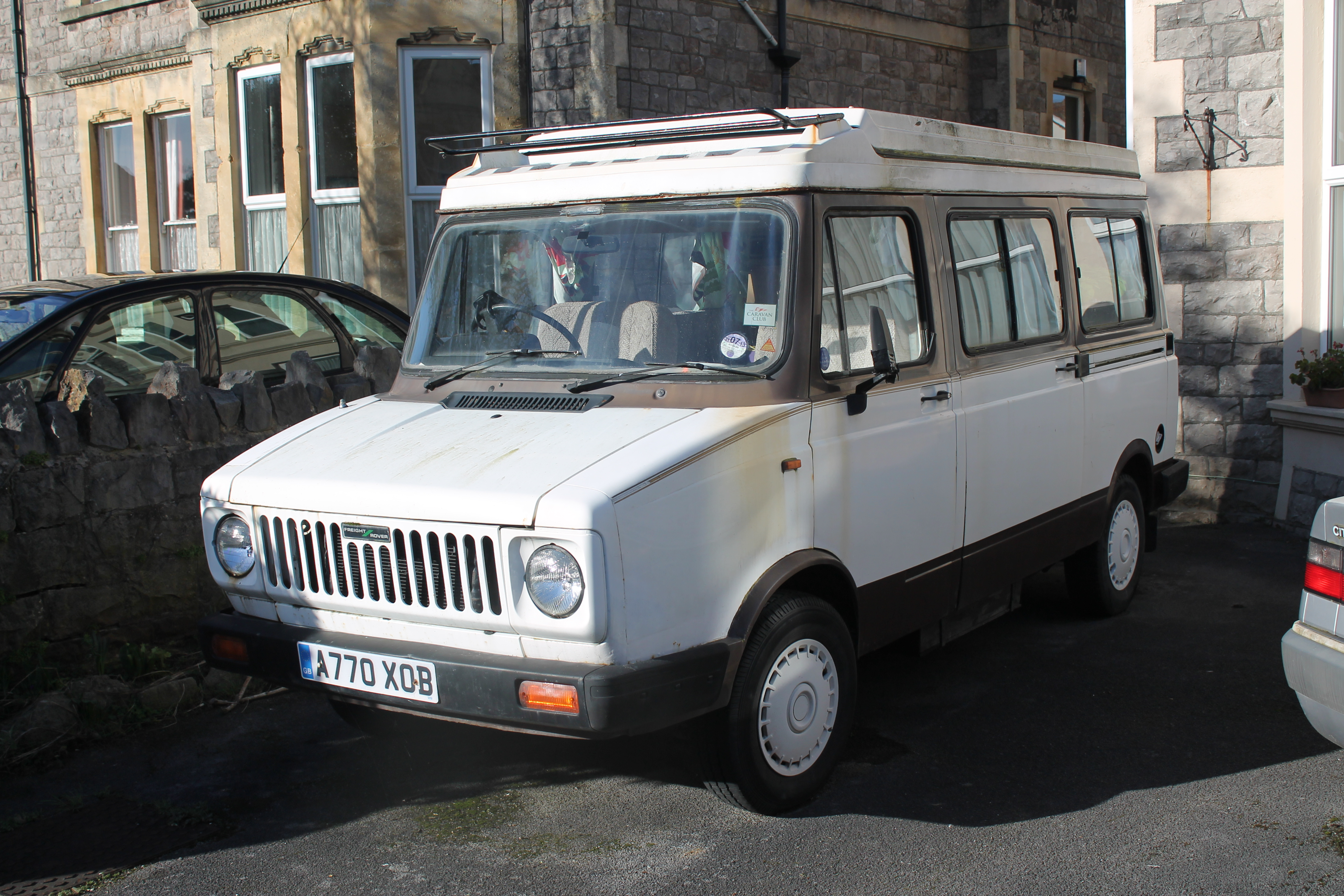
Freight Rover Sherpa
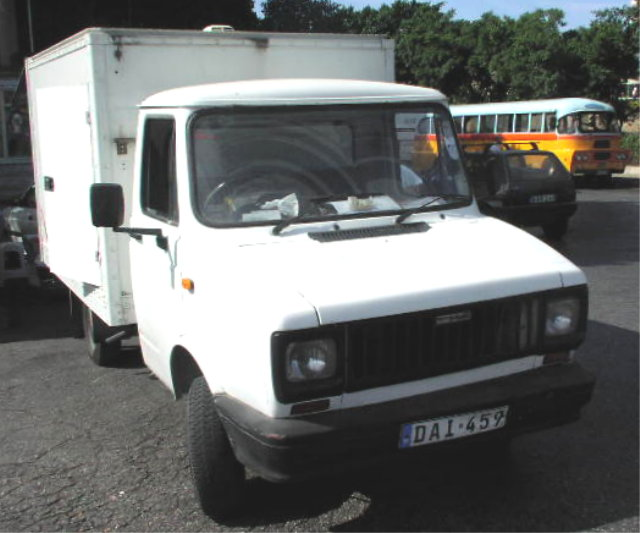
Freight Rover 200
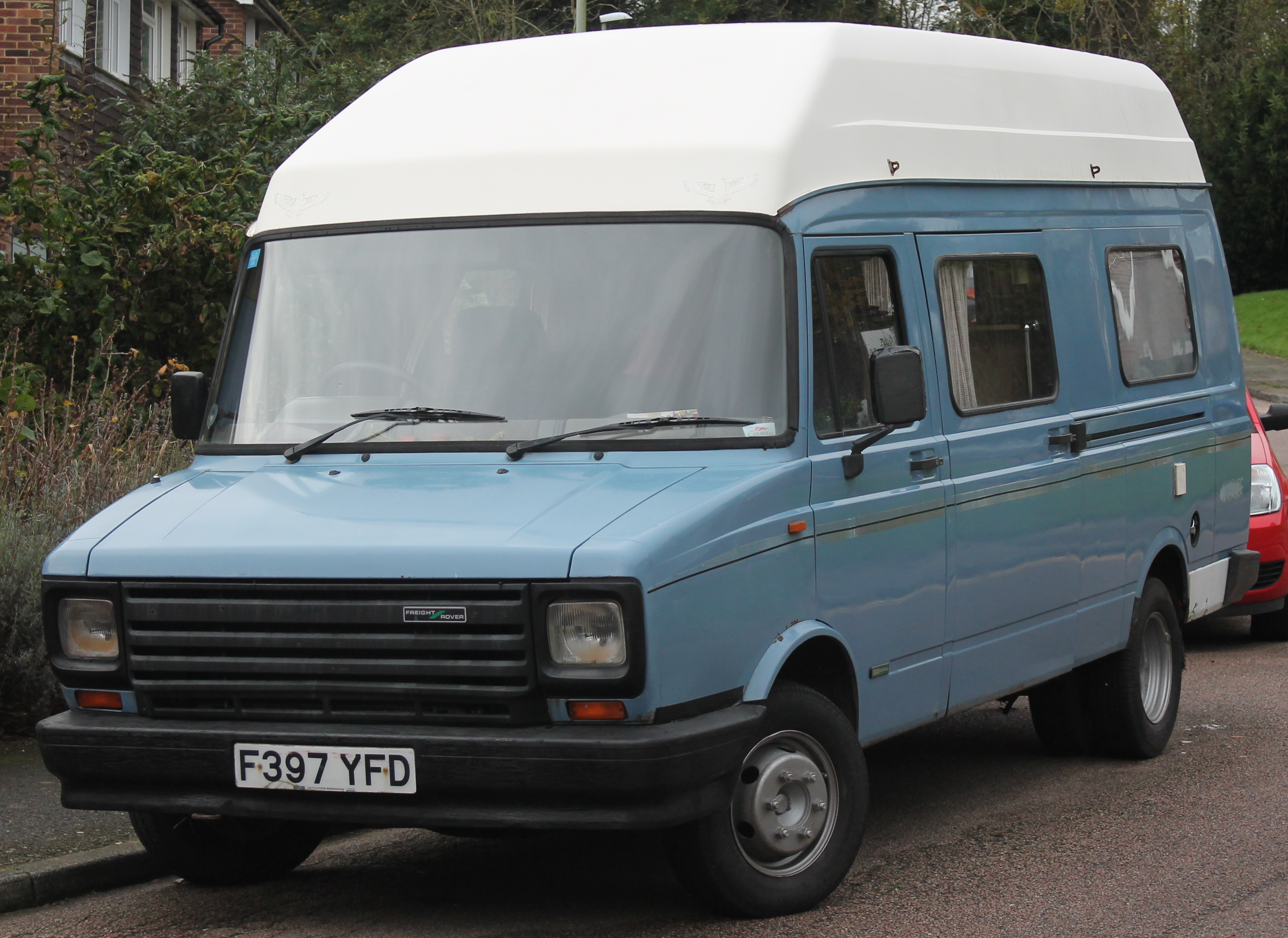
Freight Rover 300
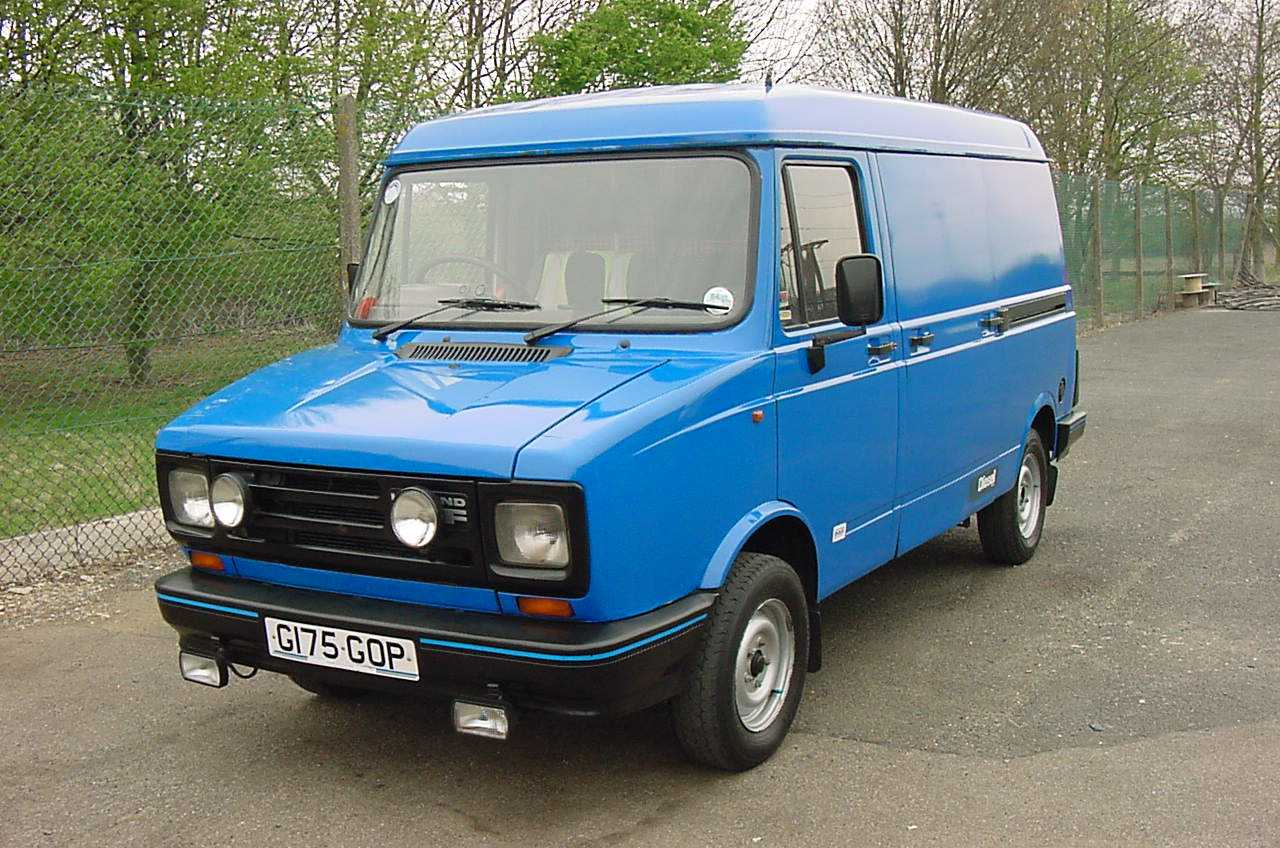
Leyland DAF 200
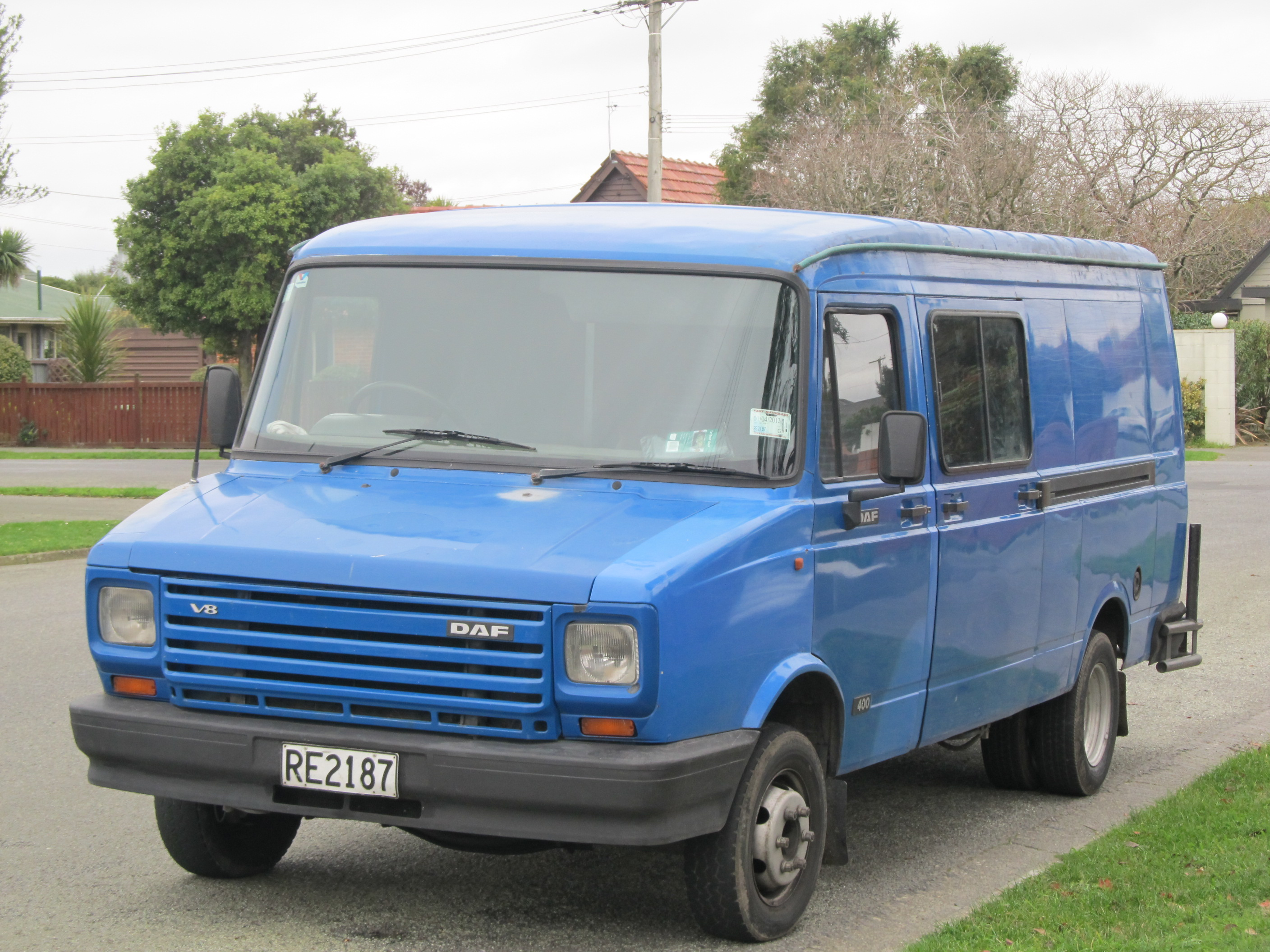
DAF 400
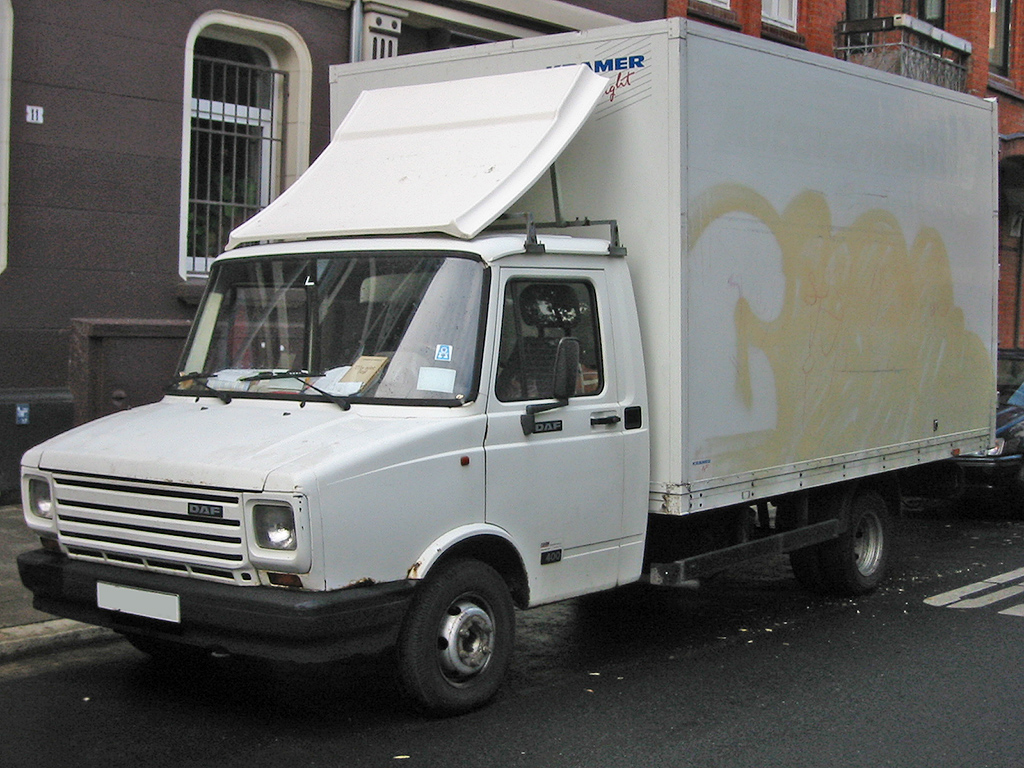
DAF 400
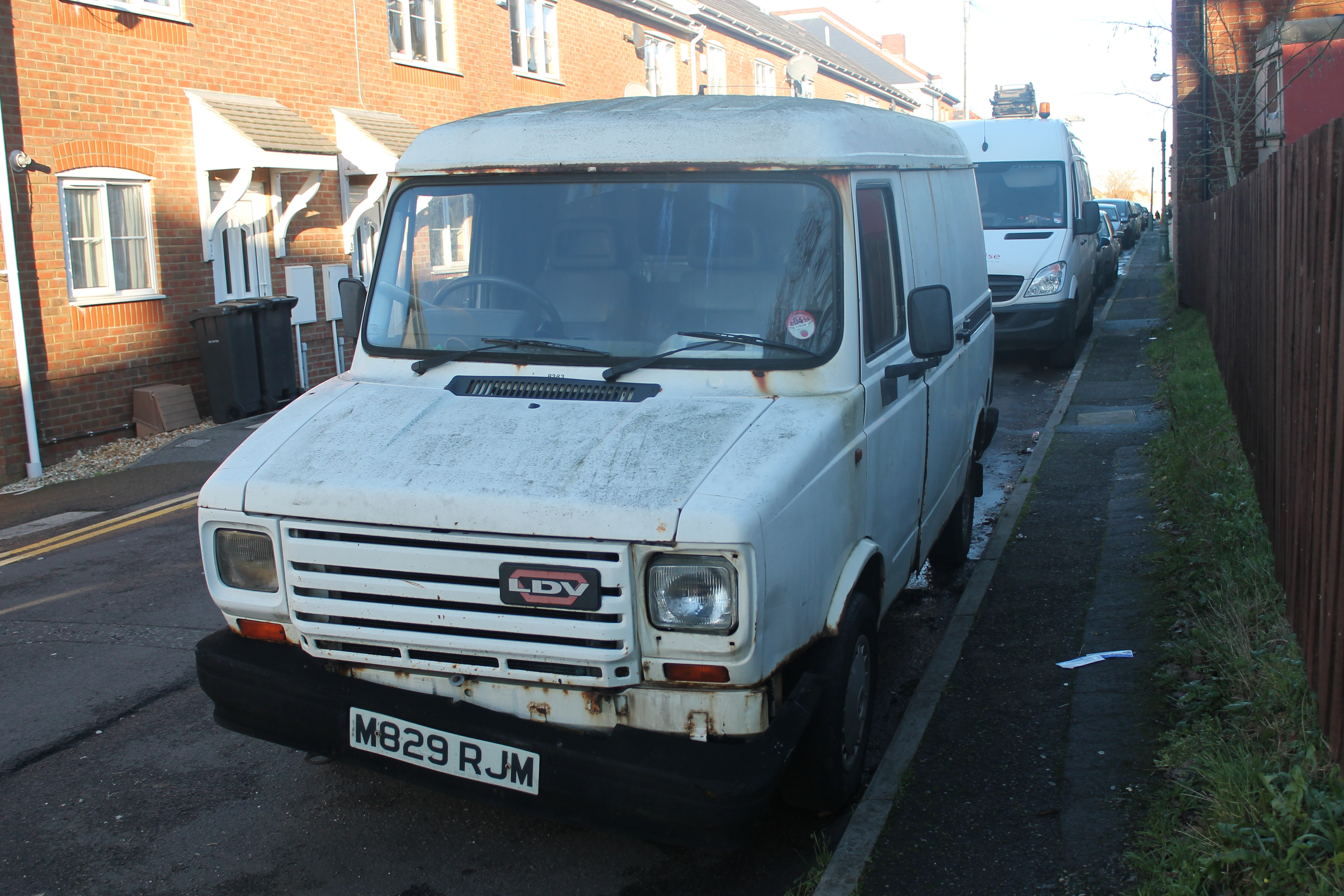
LDV 200
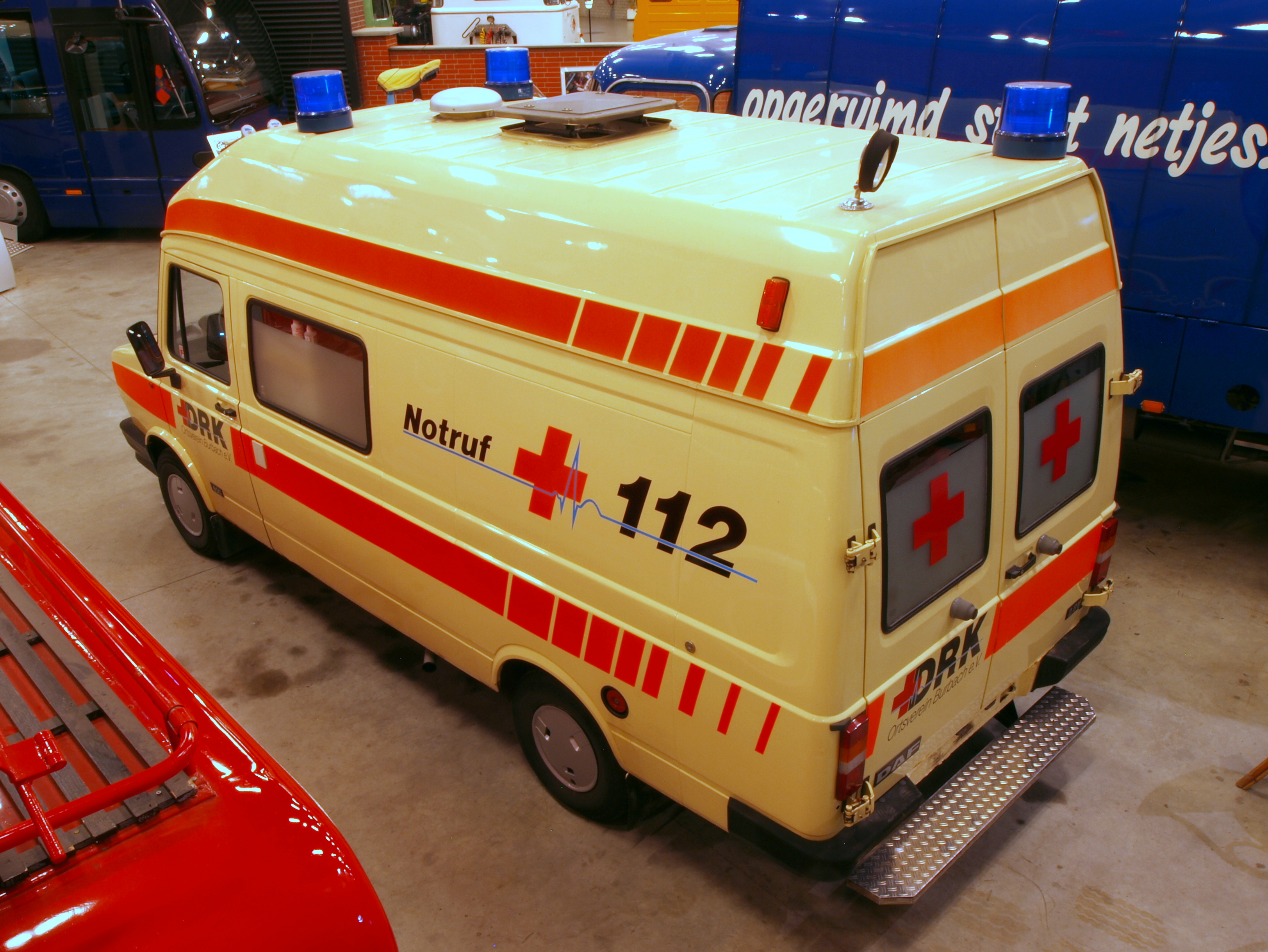
DAF 400 Ambulans – tył pojazdu
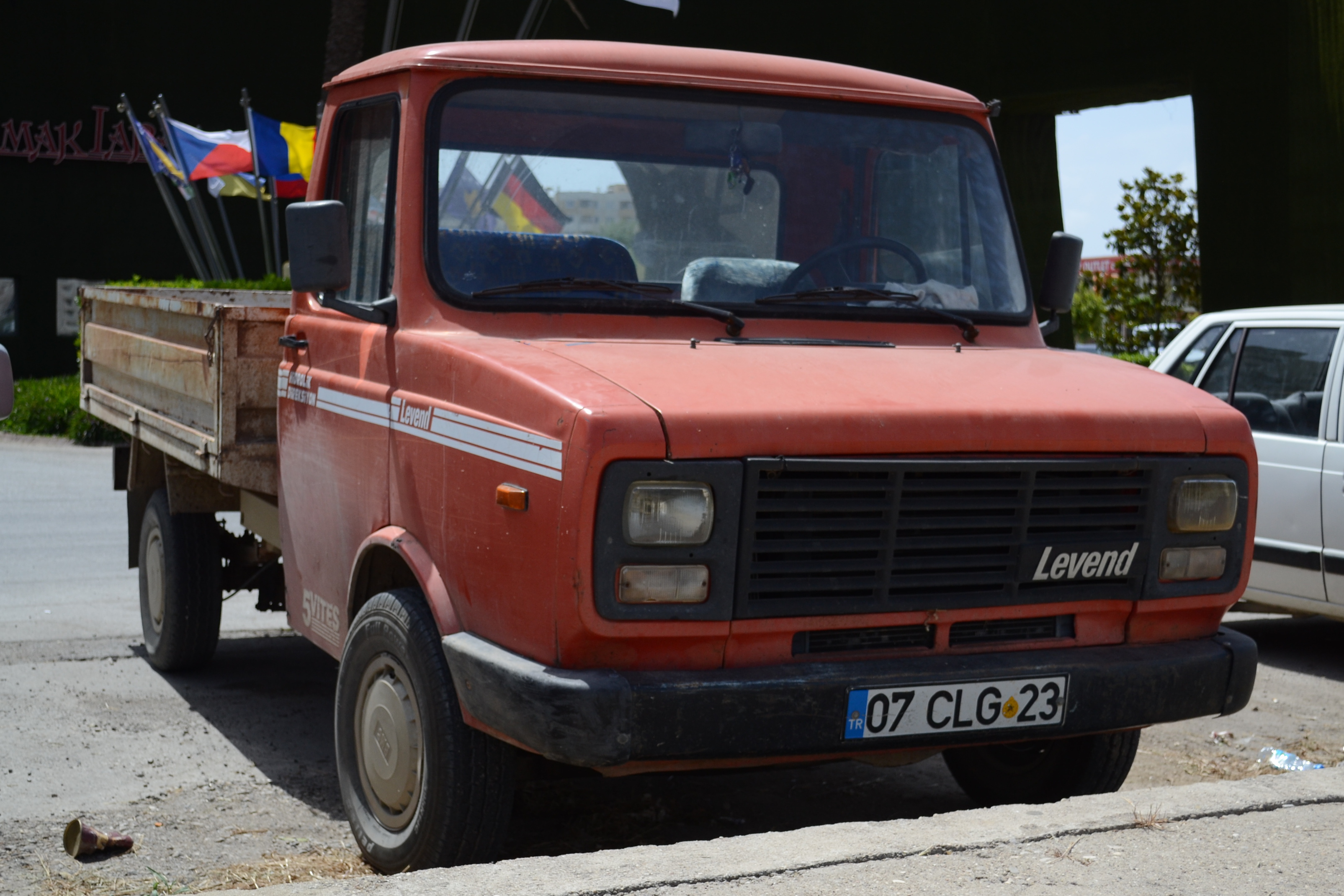
BMC Levend